# كريستينا بيجنيكزكي
كريستينا بيجنيكزكي (بالمجرية: Pigniczki Krisztina)‏ مواليد 18 سبتمبر 1975 في المجر، هي لاعبة كرة يد مجرية سابقة. مثلت منتخب المجر لكرة اليد للسيدات في 149 مباراة. شاركت في دورة الألعاب الأولمبية الصيفية سنة 2000. حققت المركز الأول في بطولة أوروبا لكرة اليد للسيدات 2000.

## الميداليات
| الميدالية | المسابقة                            |
| --------- | ----------------------------------- |
| فضية      | الألعاب الأولمبية الصيفية 2000      |
| فضية      | بطولة العالم لكرة اليد للسيدات 2003 |
| ذهبية     | بطولة أوروبا لكرة اليد للسيدات 2000 |
| برونزية   | بطولة أوروبا لكرة اليد للسيدات 1998 |
| برونزية   | بطولة أوروبا لكرة اليد للسيدات 2004 |

## روابط خارجية
- كريستينا بيجنيكزكي على موقع أوليمبيديا (الإنجليزية)